# Esna (chanteuse)
Pour l’article homonyme, voir Esna.
Esther Nara Yoon (née le 7 novembre 1987), mieux connue par son nom de scène Esna (stylisé eSNa), est une auteur-compositeur américaine active en Corée du Sud. Son premier extended play, eSNa The Singer, est sorti en octobre 2015. Elle a aussi écrit des chansons pour d'autres artistes, notamment le tube "Some" sorti en 2014.

## Carrière
Esna est née à Los Angeles en Californie et est diplômée de l'UCLA, où elle a étudié le jazz. Elle a commencé sa carrière en mettant en ligne des reprises de chansons sur YouTube, puis a déménagé en Corée du Sud en 2010. En 2011, elle participe à la compétition télévisée de chant Superstar K3 (avec son nom coréen Yoon Bitnara), mais elle a été éliminée lors de la mission rivale,,. Elle a finalement signé chez WA Entertainment (désormais Rainbow Bridge World). Elle a dit avoir eu des temps difficiles, jusqu'à ce "qu'elle accepte la Corée comme [sa] maison" en 2013. Cette même année, elle a formé un projet collaboratif avec Kero One, nommé Kesna Music. Leur single "Is It Love?" est sorti en juillet 2013. Son premier travail solo en Corée fut la chanson "Bite My Lower Lips", issu de la bande-son du drama The Heirs, sorti en octobre. "Mistletoe", une collaboration pour Noël avec Geeks et Phantom, co-écrit par Esna, est sorti en décembre.
En tant que parolière, sa percée s'est faite avec la chanson "Some", écrite pour Soyou et Junggigo (ft. Lil Boi de Geeks), sortie en février 2014. Esna a écrit cette chanson avec le CEO de son agence, Kim Do-hoon, ainsi que Min Yeon-jae, Xepy, Lil Boi et Junggigo. Elle est restée six semaines au sommet du Billboard Korea K-Pop Hot 100, égalant le record. Dans une interview, elle a dit que la chanson était "involontairement simple à écrire" et était partiellement basée sur ses propres expériences. La plupart des compositions d'Esna sont inspirées par le R&B, le jazz et le swing, notamment dans "Special Love" de Wheesung et Gummy et les chansons écrites pour Mamamoo. Esna est créditée en tant que parolière sur quatre chansons du premier album de Mamamoo, Hello, et a co-composé les deux chansons de Piano Man. Sur la chanson "Gentleman", Esna a chanté en collaboration avec Mamamoo.
En mars 2015, Esna et Seulong sortent la chanson "Destiny" pour la bande-son du drama Hogu's Love. Elle a été écrite et produite par Esna, et le était le thème principal pour le personnage joué par Seulong. En avril, Esna et Mamamoo sortent le single collaboratif "Ahh Oop!" issu de l'album Pink Funky. La chanson a été écrite par Esna, et demande aux hommes d'arrêter d'utiliser des phrases d'accroche cliché et de traiter les femmes avec respect. Elle a été promue sur les émissions musicales durant deux semaines et a été accompagnée d'un vidéoclip produit et réalisé par Digipedi,. Après la sortie de la chanson, Esna a reçu des commentaires moqueurs concernant son apparence de la part de netizens coréens. Elle a ensuite sorti une nouvelle version de la chanson, nommée "Ahh Shit!". Les paroles disent aux femmes qu'elles sont belles telles qu'elles sont. Cette nouvelle version a reçu des remarques positives, et Esna a déclaré vouloir changer la nature trop focalisée sur l'image de la K-pop.
Le 22 octobre 2015, Esna a sorti son premier extended play, eSNa The Singer. Il contient le single sorti antérieurement "A Little Lovin" et une version solo d'"Ahh Oop!", et aussi le single "Me, Today". "Me, Today" est interprétée avec San E pour la version coréenne, et avec Flowsik pour la version anglaise. Esna a tenu une fête d'écoute au club D Bridge dans Cheongdam-dong pour célébrer la sortie de l'album.
En avril 2016, Esna est devenue DJ pour le Sound K de l'Arirang Radio.

## Discographie

### Extended play
| Titre           | Détails sur l'album                                                                                     |
| --------------- | --- |
| eSNa The Singer | - Date de sortie: 22 octobre 2015 - Label: Rainbow Bridge World - Format: Téléchargement                |
| Have A Drink    | - Date de sortie: 20 février 2019 - Label: Brand New Music, Warner Music Korea - Format: Téléchargement |

### Singles
| Titre                                                                                 | Année | Meilleure position | Meilleure position | Album             |
| Titre                                                                                 | Année | COR Gaon           | COR Hot 100        | Album             |
| ------------------------------------------------------------------------------------- | ----- | ------------------ | ------------------ | ----------------- |
| "What I See" (Prepix ft. Yong Jun-hyung, Beenzino et Esna)                            | 2012  | —                  | —                  | Single sans album |
| "Is It Love?" (avec Kero One)                                                         | 2013  | —                  | —                  | Single sans album |
| "Bite My Lower Lips" (아랫입술 물고)                                                  | 2013  | 73                 | 44                 | The Heirs OST 1   |
| "Mistletoe" (avec Geeks et Phantom)                                                   | 2013  | 24                 | —                  | Wayogayo Vol. 1   |
| "I, I Love You"                                                                       | 2014  | —                  | —                  | Single sans album |
| "A Little Lovin"                                                                      | 2015  | —                  | —                  | eSNa The Singer   |
| "Destiny" (avec Seulong)                                                              | 2015  | —                  | —                  | Hogu's Love OST   |
| "Ahh Oop!" (avec Mamamoo)                                                             | 2015  | 67                 | —                  | Pink Funky        |
| "Me, Today" (ft. San E)                                                               | 2015  | —                  | —                  | eSNa The Singer   |
| "I Remember" (Innovator ft. Esna)                                                     | 2016  | —                  | —                  | Single sans album |
| "No Thanks"                                                                           | 2016  | —                  | —                  | Single sans album |
| "Attention"                                                                           | 2016  | —                  | —                  | Single sans album |
| "Love Comes" (avec Hwasa de Mamamoo)                                                  | 2017  | —                  | —                  | Single sans album |
| "—" signifie que le morceau ne s'est pas classé ou n'est pas sorti dans cette région. |       |                    |                    |                   |

### Écriture pour d'autres artistes
| Chanson                            | Année | Artiste                                                  | Album             | Contribution              |
| ---------------------------------- | ----- | -------------------------------------------------------- | ----------------- | ------------------------- |
| "Only U"                           | 2012  | As One ft. Donghae                                       | Single sans album | Co-auteur                 |
| "My Everything"                    | 2013  | Mr.Mr.                                                   | Waiting For You   | Co-compositeur            |
| "Butterflies"                      | 2013  | Piggy Dolls                                              | Single sans album | Auteur                    |
| "Special Love"                     | 2013  | Wheesung et Gummy                                        | Single sans album | Co-compositeur            |
| "Perfect Christmas"                | 2013  | Jo Kwon, Lim Jeong-hee, Joo Hee, Rap Monster et Jungkook | Single sans album | Co-auteur                 |
| "Some"                             | 2014  | Soyou et Junggigo ft. Lil Boi                            | Single sans album | Co-auteur                 |
| "Hello"                            | 2014  | Mamamoo                                                  | Hello             | Parolière, co-compositeur |
| "Heeheehaheho"                     | 2014  | Mamamoo et Geeks                                         | Hello             | Co-auteur                 |
| "Peppermint Chocolate" (썸남썸녀)  | 2014  | Mamamoo et K.Will ft. Wheesung                           | Hello             | Co-compositeur            |
| "Don't Be Happy" (행복하지마)      | 2014  | Mamamoo et Bumkey                                        | Hello             | Parolière                 |
| "I'll Teach You" (알려줄게)        | 2014  | 4Minute                                                  | 4Minute World     | Parolière, co-compositeur |
| "Without You" (견딜만해)           | 2014  | Mad Clown ft. Hyorin                                     | Pyodok (표독)     | Co-auteur                 |
| "Dance"                            | 2014  | Jo Kwon                                                  | Let's Talk        | Co-auteur                 |
| "Piano Man"                        | 2014  | Mamamoo                                                  | Piano Man         | Co-compositeur            |
| "Thief"                            | 2015  | Bastarz                                                  | Zero For Conduct  | Co-auteur                 |
| "Oh You Yeah You" (오유야유)       | 2015  | Yoo Sung-eun (ko)                                        | Twenty Again OST  | Auteur                    |
| "Crosswalk"                        | 2016  | Jo Kwon                                                  | Single sans album | Co-compositeur            |
| "Words Don't Come Easy" (우리끼리) | 2016  | Mamamoo                                                  | Melting           | Co-parolière              |